# 後港聯足球會
後港聯足球會（Hougang United FC）是新加坡職業足球聯賽的一支职业足球队。俱乐部是在新加坡联赛过去的两支球队，巴耶利峇榜鹅队和盛港马林队合并而形成的。球队的主场设在后港地区的后港体育场，这个球场之前也都是巴耶利峇榜鹅队和盛港马林队的主场。球队的吉祥物为海豚。

## 被取代的俱乐部

### 盛港马林队
盛港马林队成立于1981年，球队在1981-2001年间叫做马林城堡联队，球队从1998年到2003年间一支是新加坡职业足球联赛的一支球队，最佳战绩是2002年取得的联赛第八名。盛港马林队由于财政方面出现问题于2002赛季后退出了新加坡联赛。

### 巴耶利峇榜鹅队
巴耶利峇榜鹅队是在2005年加入了新加坡职业足球联赛的一支新球队，球队在那一年的联赛中排名第十积分垫底。球队之前曾以巴耶利峇高文队的名义参加过联赛。

## 历年参加职业联赛战绩
- 2011年 - 盛港榜鵝 第七名
- 2010年 - 盛港榜鵝 第十名或第十一名（待定）
- 2009年 - 盛港榜鵝 第十名
- 2008年 - 盛港榜鵝 第十一名
- 2007年 - 盛港榜鵝 第十一名
- 2006年 - 盛港榜鵝 第十一名（榜末）
- 2005年 - 巴耶利峇榜鹅 第十名（榜末）
- 2004年 - 沒有參賽
- 2003年 - 盛港马林 第八名
- 2002年 - 盛港马林 第八名
- 2001年 - 马林城堡联 第十一名
- 2000年 - 马林城堡联 第十一名
- 1999年 - 马林城堡联 第十二名（榜末）
- 1998年 - 马林城堡联 第十一名（榜末）

## 榮譽
- 新加坡杯冠軍
  - 2022